# Mistrzostwa Ameryki Południowej w koszykówce kobiet
Mistrzostwa Ameryki Południowej w koszykówce kobiet (oficjalna nazwa: South American Basketball Championship for Women) – międzynarodowe rozgrywki koszykarskie z udziałem reprezentacji narodowych kontynentu Ameryki Południowej, odbywające się pod patronatem FIBA Ameryka, od 1946 roku. Są rozgrywane średnio co dwa lata, w zależności od harmonogramu innym imprez, wyższych rangą, które mają wyższy priorytet, wtedy są rozgrywane w nieregularnych odstępach czasu. Najwięcej tytułów w historii zawodów zdobyła kadra Brazylii.

## Medalistki
| Rok  | Gospodarz        | Złoto     | Srebro    | Brąz      |
| ---- | ---------------- | --------- | --------- | --------- |
| 1946 | (Santiago)       | Chile     | Brazylia  | Argentyna |
| 1948 | (Buenos Aires)   | Argentyna | Chile     | Peru      |
| 1950 | (Lima)           | Chile     | Argentyna | Peru      |
| 1952 | (Asunción)       | Paragwaj  | Brazylia  | Chile     |
| 1954 | (São Paulo)      | Brazylia  | Chile     | Ekwador   |
| 1956 | (Quito)          | Chile     | Paragwaj  | Brazylia  |
| 1958 | (Lima)           | Brazylia  | Argentyna | Paragwaj  |
| 1960 | (Santiago)       | Chile     | Brazylia  | Peru      |
| 1962 | (Asunción)       | Paragwaj  | Chile     | Brazylia  |
| 1965 | (Rio de Janeiro) | Brazylia  | Paragwaj  | Peru      |
| 1967 | (Cali)           | Brazylia  | Chile     | Peru      |
| 1968 | (Santiago)       | Brazylia  | Chile     | Argentyna |
| 1970 | (Guayaquil)      | Brazylia  | Argentyna | Ekwador   |
| 1972 | (Lima)           | Brazylia  | Peru      | Paragwaj  |
| 1974 | (La Paz)         | Brazylia  | Argentyna | Boliwia   |
| 1977 | (Lima)           | Peru      | Brazylia  | Argentyna |
| 1978 | (La Paz)         | Brazylia  | Boliwia   | Argentyna |
| 1981 | (Lima)           | Brazylia  | Peru      | Kolumbia  |
| 1984 | (Cúcuta)         | Kolumbia  | Brazylia  | Peru      |
| 1986 | (Guaratinguetá)  | Brazylia  | Peru      | Kolumbia  |
| 1989 | (Santiago)       | Brazylia  | Peru      | Argentyna |
| 1991 | (Bogota)         | Brazylia  | Kolumbia  | Argentyna |
| 1993 | (Cochabamba)     | Brazylia  | Argentyna | Chile     |
| 1995 | (Jacareí)        | Brazylia  | Argentyna | Chile     |
| 1997 | (Iquique)        | Brazylia  | Argentyna | Kolumbia  |
| 1999 | (Vitória)        | Brazylia  | Argentyna | Wenezuela |
| 2001 | (Lima)           | Brazylia  | Argentyna | Chile     |
| 2003 | (Loja)           | Brazylia  | Argentyna | Chile     |
| 2005 | (Bogota)         | Brazylia  | Kolumbia  | Argentyna |
| 2006 | (Asunción)       | Brazylia  | Argentyna | Kolumbia  |
| 2008 | (Loja)           | Brazylia  | Argentyna | Chile     |
| 2010 | (Santiago)       | Brazylia  | Argentyna | Kolumbia  |
| 2013 | (Mendoza)        | Brazylia  | Argentyna | Chile     |
| 2014 | (Ambato)         | Brazylia  | Argentyna | Wenezuela |
| 2016 | (Barquisimeto)   | Brazylia  | Wenezuela | Kolumbia  |
| 2018 | (Tunja)          | Argentyna | Brazylia  | Kolumbia  |

## Występy według państw
| Miejsce | Kraj      | Złoto | Srebro | Brąz | Razem |
| ------- | --------- | ----- | ------ | ---- | ----- |
| 1       | Brazylia  | 26    | 6      | 2    | 34    |
| 2       | Chile     | 4     | 5      | 7    | 16    |
| 4       | Argentyna | 2     | 15     | 7    | 24    |
| 3       | Paragwaj  | 2     | 2      | 3    | 7     |
| 5       | Peru      | 1     | 4      | 5    | 10    |
| 6       | Kolumbia  | 1     | 2      | 7    | 10    |
| 7       | Wenezuela | 0     | 1      | 2    | 3     |
| 8       | Boliwia   | 0     | 1      | 1    | 2     |
| 9       | Ekwador   | 0     | 0      | 2    | 2     |
| 10      | Urugwaj   | 0     | 0      | 0    | 0     |

## Nagrody
MVP
- 2018 – Melisa Gretter
- 2016 – Iziane Castro Marques
- 2014 – Clarissa dos Santos
- 2013 – Damiris Dantas
- 2010 – Paola Ferrari

## Liderki statystyczne
| Punkty - 2018 – Paola Ferrari – 23,4 - 2016 – Tatiana Gomez – 18,7 - 2014 – Ziomara Morrison – 27,6 - 2013 – Paola Ferrari – 23 - 2010 – Paola Ferrari – 33,5 - 2008 – Tatiana Gomez – 20,2 - 2006 – Paola Ferrari – 29 - 2005 – Elena Maria Diaz Lopez | Zbiórki - 2018 – Clarissa dos Santos – 11,6 - 2016 – Nadia Colhado – 10,3 - 2014 – Ziomara Morrison – 14,6 - 2013 – Ziomara Morrison – 13,6 - 2010 – Ziomara Morrison – 11,2 - 2008 – Cleyder Oderlin Blanco Pinango – 9,5 - 2006 – Yaneth Maria Arias Acosta – 12,8 | Asysty - 2018 – Babi Honorio – 6 - 2016 – Rodrigues Joice – 7,3 - 2014 – Melisa Gretter – 4,4 - 2013 – Melisa Gretter – 4,8 - 2010 – Erika Yaneth Valek - 2008 – Natalia Burian – 5,2 - 2006 – Helen Luz – 4,6 |

| Przechwyty - 2018 – Clarissa dos Santos – 2,8 - 2016 – María Caraves – 3,4 - 2014 – Clarissa dos Santos – 3,6 - 2013 – Melisa Gretter – 3,2 - 2010 – Roselis Silva – 3,5 - 2008 – Elena Maria Diaz Lopez – 4,2 - 2006 – Paola Ferrari – 4,7 | Bloki - 2018 – Tatiana Gomez – 1 Ximena Vega – 1 - 2016 – Nadia Colhado – 1,5 - 2014 – María Mora – 1,4 - 2013 – Ziomara Morrison – 1,4 - 2010 – Tatiana Gomez – 2,2 - 2008 – Tatiana Gomez – 1,3 Karla Cristina Martins Da Costa – – 1,3 - 2006 – Érika de Souza – 2,6 |